# Unique Development Studios
Unique Development Studios (lub w skrócie UDS) – szwedzki producent gier komputerowych. Miał siedziby w Norrköping i Göteborgu. 
UDS zostało założone w 1993 roku przez Michaela Brunnströma i Petera Zetterberga. Ich pierwszą grą był flipper Obsession, wydany w 1994 roku na Atari STE (później przeportowany na Amigę). W późniejszym czasie studio zajęło się wydawnictwem gier na komputery osobiste oraz konsole. W roku 2004 firma została zamknięta.

## Lista programów i gier stworzonych przez UDS

### Dreamcast
- Sno-Cross Championship Racing

### Game Boy Advance
- Monster Jam: Maximum Destruction

### Game Boy Color
- No Fear Downhill Mountain Bike Racing

### GameCube
- Futurama (nie wydana)
- Tennis Masters Series 2003

### PC
- Airfix Dogfighter
- Asterix Mega Madness
- Hot Wheels: Micro Racers
- Ignition
- Mulle Meck builds Airplanes
- SnowCross Championship Racing

### Playstation
- Asterix Mega Madness
- No Fear Downhill Mountain Biking
- Sno-Cross Championship Racing
- World’s Scariest Police Chases
- WRC Arcade

### PlayStation 2
- Futurama
- Tennis Masters Series 2003
- eJay Clubworld: The Music Making Experience

### Xbox
- Futurama
- The Kore Gang (cancelled)